# Mariä-Himmelfahrt-Kirche (Tachov)

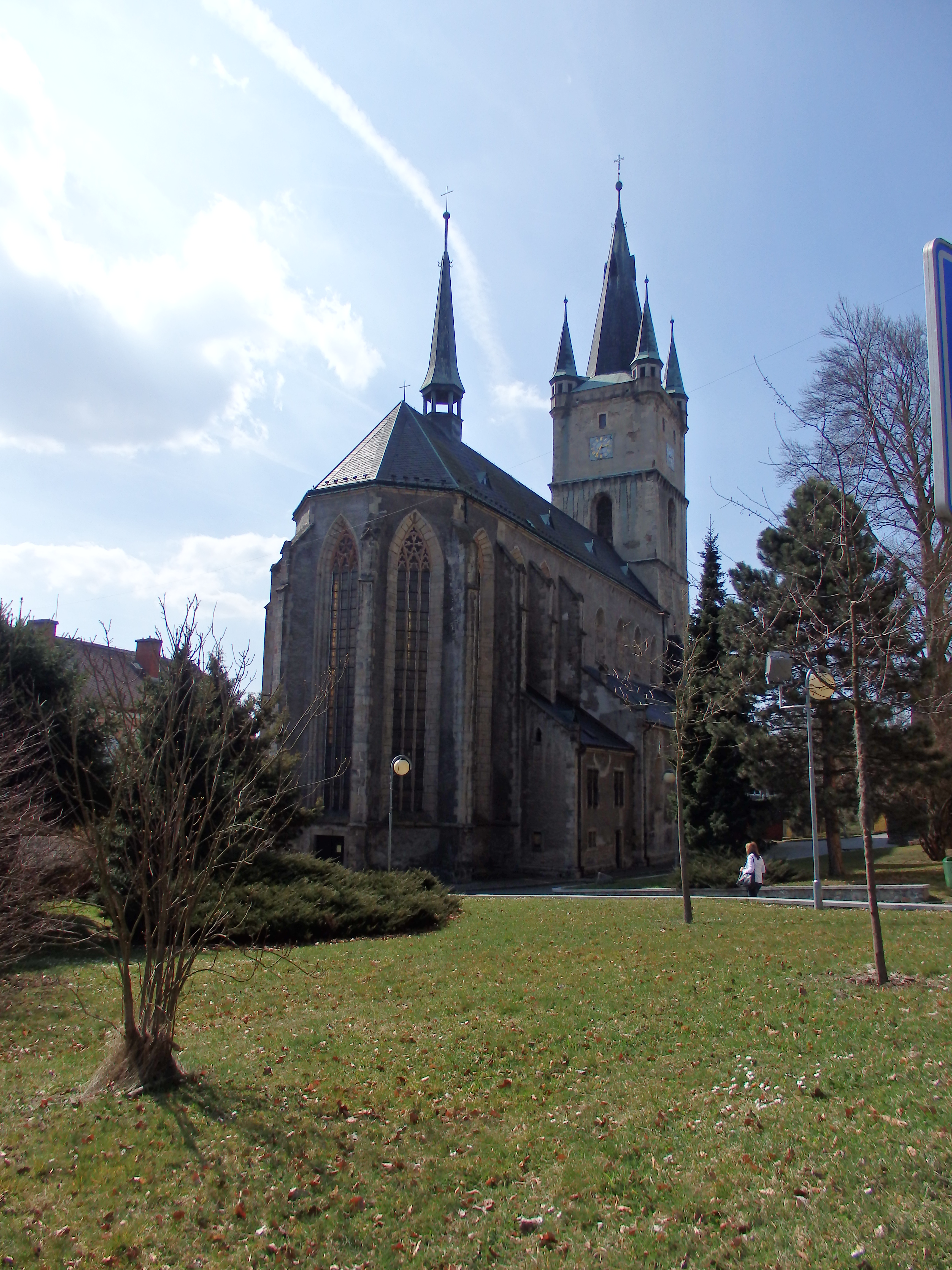
Mariä-Himmelfahrt-Kirche in Tachov

Die Mariä-Himmelfahrt-Kirche in Tachov befindet sich auf einem Hügel unweit der ehemaligen Stadtbefestigung,  ein paar Straßen vom Stadtplatz entfernt. Der Aufbau begann zur Regierungszeit Karls IV. Während ihrer langen Existenz wurde die Kirche häufig durch Feuer beschädigt. Sie wurde immer wieder rekonstruiert und im Jahre 1908 im Rahmen der Regotisierung umgebaut. Seit 1958 ist die Kirche als Kulturdenkmal geschützt.

## Geschichte

### Mittelalter
Die Stadt Tachov hat eine lange Siedlungsgeschichte. Schon die Slawen errichteten an dieser Stelle eine Burgstätte. Durch dieses Gebiet führte der wichtigste Weg, der Böhmen und Bayern verband. Die ersten belegten Erwähnungen über Tachau stammen aus dem frühen 12. Jahrhundert. In der Zeit der Herrschaft Ottokars I. war Tachau auch der wichtigste Landesverteidigungpunkt.

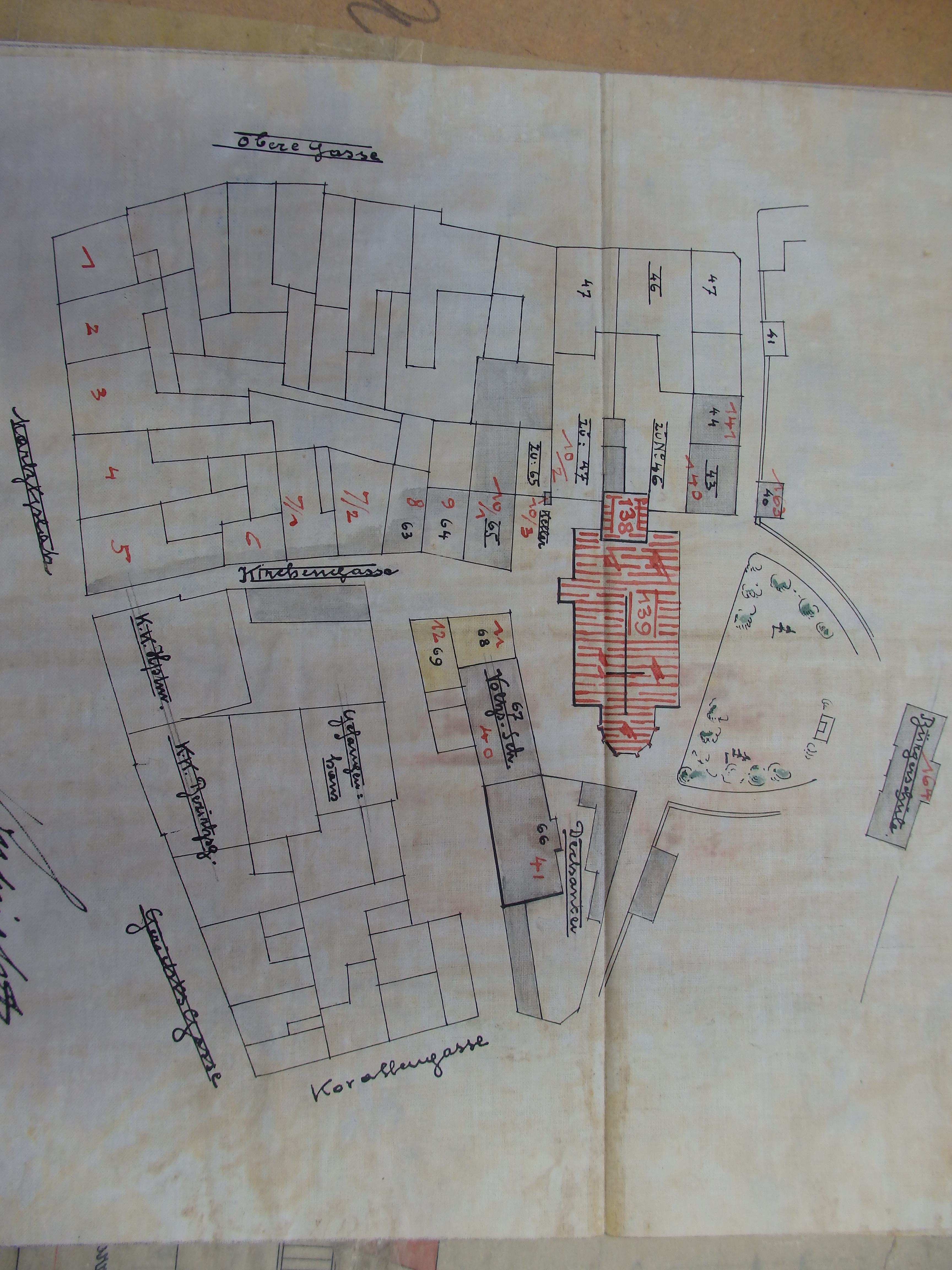
Die Position der Kirche

Die Stadt blühte unter der Regierung Ottokars II. auf. Bis heute blieb auch die kleine Kirche St. Wenzels erhalten, was im Dotationsdokument von Johann Luxemburg aus dem 19. Oktober 1329 erwähnt ist. Dieses Dokument übertrug die Kirche St. Wenzels und eine unbekannte Kapelle dem Ritterorden der Kreuzherren mit dem Roten Stern. Jedoch genügte diese kleine Kirche der angewachsenen Stadt nicht mehr. Deshalb wurde mit dem Aufbau einer neuen größeren Kirche begonnen. Die Datierung der Kirche bestätigt die Gestalt der Bauelemente, die für die Zeit Karls IV. typisch sind und auch die übersteigenden Proportionen der Kirche. Aus dem 14. Und 15. Jahrhundert gibt es keine erhaltenen Dokumente über den Aufbau der Kirche.
Während der Hussitenkriege wurde sie öde und die zwei dortigen Pfarrer verließen die Kirche wegen der Angst vor Hussiten. Im Jahre 1492 wurden sowohl die Kirche als auch die ganze Stadt durch Feuer zerstört. Nach dem Brandfall erfolgte die Rekonstruierung und ein Umbau. Das Kirchenschiff wurde repariert und in die Fenster wurden die neuen spätgotischen Maßwerke gesetzt. Unterschiedliche Profilierungen der Rippen belegen diesen Umbau. Im Jahre 1558 wurde die Kirche nochmals durch Feuer beschädigt und erneut repariert. Die neue Etage des Glockenturmes wurde angebaut und der neue Altar und Chor (damals hölzern) wurden in die Kirche zugegeben. Im Jahre 1618 kaufte der Stadtrat, dessen Mitglieder überwiegend Lutheraner waren, die Kirche und danach wurde die Kirche von radikalen Lutheranern ausgeplündert. Sie zerbrachen sieben Altäre, zertraten die Reliquien und veräußerten die unbeschädigten Wertsachen.

### Dreißigjähriger Krieg
Am Ende des Dreißigjährigen Kriegs im Jahre 1648 wurde die Kirche von schwedischen Truppen geplündert. Sie legten ein Feuer, das die ganze Stadt und beide Kirchen beschädigte. Zwischen 1647 und 1649 kam es zu den weiteren Reparaturen. Der neue Hauptaltar wurde 1663 geweiht.

### Regotisierung
Im Jahre 1883 veranstaltete man eine Versammlung, die vom Architekten Josef Mocker geleitet wurde. Diese Versammlung bestimmte über den Umbau der Kirche, die in dieser Zeit in einem kritischen Zustand war. Aufgrund des Geldmangels kam es jedoch zu diesem Umbau erst in den Jahren 1904–1908. Das Projekt des Umbaus schuf der tschechische Architekt, Restaurator und Pädagoge A. Cechner und es wurde von drei Bauherren – František Bradner, Jan Bradner und Ingenieur Haubner – realisiert. Die neu rekonstruierte Kirche wurde am 28. November 1908 geweiht.

### Veränderungen der Regotisierung
Seit dem 17. Jahrhundert verfügte das Kirchenturmdach über eine Zwiebelhaube. Im Rahmen dieser Umgestaltung wurde das genannte Zwiebeldach durch ein Walmdach mit vier kleinen Ecktürmen (Pylonen) ersetzt. Auch der Turmwandelgang wurde entfernt und an den Kamm des Hauptkirchschiffs wurde ein Dachreiter angebaut. Im Inneren wurde ein zweistöckiger Chor hergerichtet und die Brüstung mit Maßwerk geschmückt. Die Verzierungen der Fenster und Portale wurde ebenfalls renoviert.

### 20. Jahrhundert
Im Jahre 1929 wurde die Kirche als Erzdekanat-Kirche bezeichnet. Während des Zweiten Weltkriegs wurde sie von einer Bombe getroffen, aber nur der Nordteil der Kirche wurde beschädigt, in den Jahren 1945–1946 restauriert und der Turm für die Besucher geöffnet. 1963 brach hier ein Feuer aus, das die Turmtreppe und den Dachstuhl beschädigte. Der Dachstuhl wurde erst in den Jahren 1967–1968 erneuert. Die nächste Veränderung durchlief die Kirche 1995, als die neuen Maßwerke in die Fenster im Südteil des Presbyteriums gelegt wurden.

## Exterieur
Die Mariä-Himmelfahrt-Kirche befindet sich auf einem Hügel, unweit der ehemaligen Stadtmauer. Diese Lage ermöglicht es, den Kirchturm auch als Teil der Stadtbefestigung zu nutzen. Die Gesamtlänge der geosteten Kirche beträgt 45,5 Meter.

### Kirchteile
Die Kirche ist in ein Hauptkirchenschiff und zwei niedrige Seitenschiffe gegliedert. An Stelle des polygonalen Abschlusses gibt es an der Fassade gestaffelten Stützen. Die sind mit einem durchlaufenden Sims verbunden.

### Portale
Der jetzigen Haupteingang befindet sich auf der Ostseite. Er ist mit einer vorgeschobenen überdachten Loggia gedeckt. Diese Loggia ist um sieben Stufen über das Terrain erhöht und mit überschnittenem Profil der Spitzbogen geschmückt. In die Kirche gelangt man durch ein hohes Spitzbogenportal. Innen gibt es einen Holzvorraum. Ein weiterer großer Eingang in der Form eines Spitzbogens  befindet sich auf der Nordseite, unter dem Kirchturm.  Beide Treppentürme haben eigenständige Eingänge. Auf der Nordseite, inmitten des Nebenschiffs, gibt es ein großes Spitzbogenportal mit Segmentlaibung. Am Rand der Kirche sind viele kleine Portale zu sehen. Eines von ihnen ist auf der Nordseite platziert, es führt in das Oratorium und hat die Form eines Schulterbogens mit der Schräge. Ein weiterer Eingang in Form eines einfachen steinernen Türsturzes existiert an der Ostseite, auf der Achse des Altars. Auf der Ostseite gibt es noch ein kleines Spitzbogenportal, das aber eingemauert ist. In die Sakristei auf der Südseite führt ein eigenständiges Portal in Form eines Schulterbogens mit einem überschnittenen Profil.

### Turm
Der Turm bildet eine Dominante an der Westseite der Kirche. Er ist 70 Meter hoch und besitzt acht Holzstockwerke. Das gegenwärtige Aussehen des Dachstuhls kommt aus der Regotisierung. Der Turm hat ein Walmdach mit vier kleinen Ecktürmen.
Das Erdgeschoss weist ein Kreuzgewölbe auf. An den Seiten des Kirchturms gibt es zwei niedrige Polygontreppenanbauten. Durch das Treppenhaus im südlichen Anbau gelangt man in die beiden Stockwerke des Chors und in das Dachgeschoss des Südkirchenschiffs.  Der Zugang in den Dachstuhl des Nordturms führt durch den Orgelchor. Über die Nordtreppe kann man in den Sängerchor, aus dem der Turm zugänglich ist, hinaufgehen. Der Zugang in den Turm verfügt über ein Vorzimmer mit einem Spitzbogenportal. Dieses Vorzimmer tritt aus der Fassade in einer Form eines Erkers hervor. Der erste Stock des Kirchturms liegt heute etwa zwei Meter unter dem Treppenniveau und es gibt nur ein Fenster auf der Südseite des Kirchturms. Der zweite Stock wird durch zwei Schießscharten erhellt. Im dritten, vierten und fünften Stock gibt es kleinere, asymmetrische Fenster. Im sechsten Stock befinden sich die Kirchenglocken und drei Hochfenster. Das vierte Fenster auf der Westseite ist eingemauert. Im siebten Stock befindet sich die Uhrmaschine, die mit den Glocken verbunden ist. Die unterschiedliche Verteilung der Fenster ist hier auch angewandt. Auf der Süd- und Nordseite sind zwei Fenster, auf der West- und Ostseite gibt es nur ein Fenster. Im achten Stock war eine Wohnung des Glöckners, aus der ein Zugang in den Wandelgang führte. Während der Veränderungen Regotisierung wurde dieser Wandelgang entfernt. Die Leiter ermöglichen den Zugang zum Dachstuhl.

### Fenster
Es gibt zweiachsige Bogenfenster. Jedes Teil ist mit einem Dreipass abgeschlossen, über denen sich ein Maßwerk befindet. In den Seitenschiffen sind die Fenster meistens mit einem Vierblatt verziert. Im Hauptschiff gibt es aber unterschiedlichen Maßwerke. In einem Teil des Presbyteriums befinden sich dreiachsige Fenster. Diese Fenster sind mit Nonnenköpfen abgeschlossen und über ihnen sind die Maßwerke mit einem Dreipass. Die Fenster im Oratorium sind rechteckig, haben zwei Teile und ein überschnittenes Profil.

## Interieur

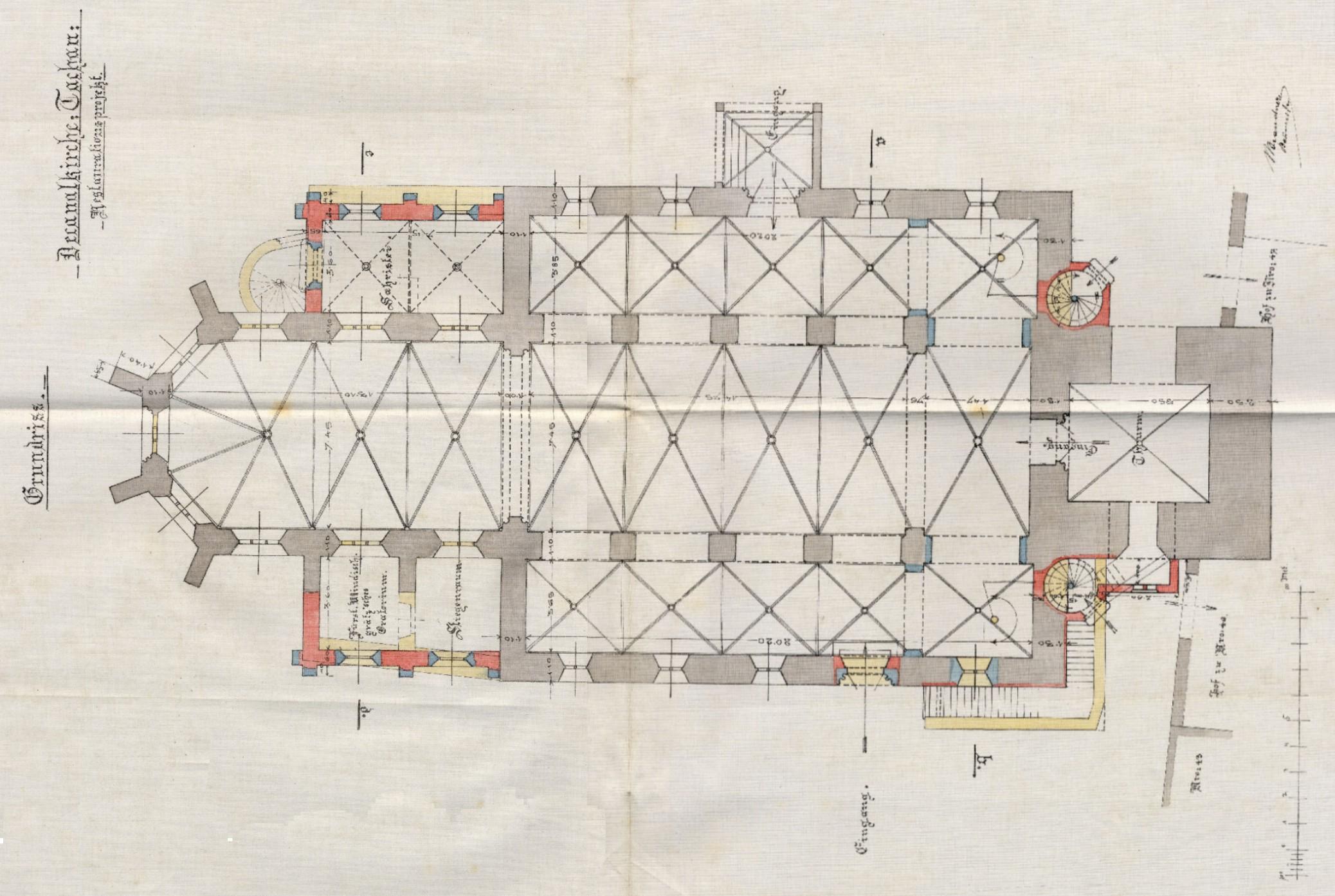
Der Grundriss

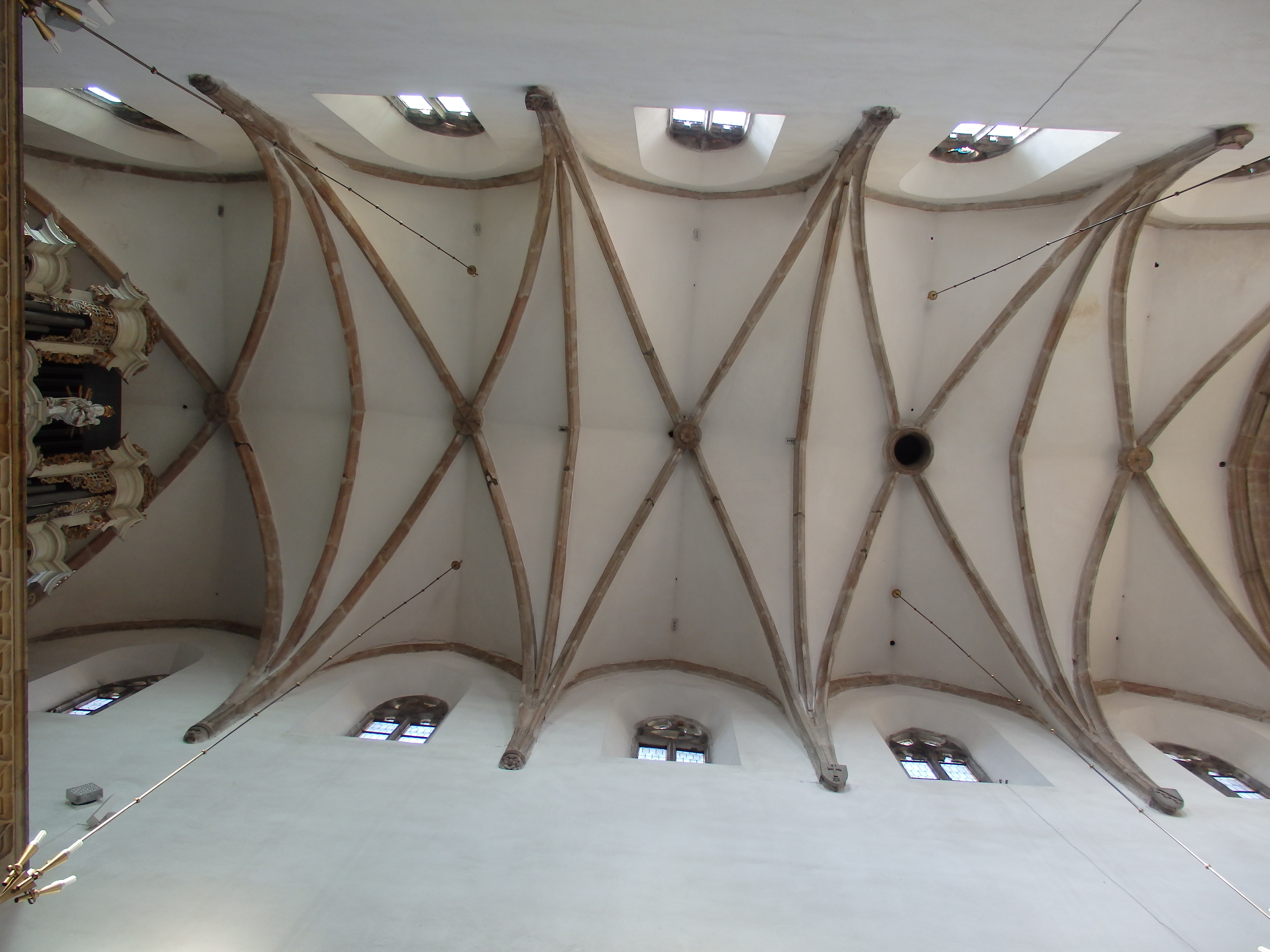
Die Kreuzgewölbe im Hauptschiff

Die Kirche ist als Dreischiffbasilika konzipiert. Das überragende Hauptschiff ist von den Seitenschiffen durch eine Arkade mit dem Spitzbogen getrennt. Über der Arkade gibt es eine Zone mit Maßwerkfenstern. Sowohl die Seitenschiffe als auch das Hauptschiff haben Kreuzgewölbe. Die profilierten Rippen sind in dem Hauptschiff zu den dekorierten Konsolen angebracht. In den Konsolen sind die Wappen der Bauträger (Investoren) eingemeißelt. In einer Konsole befindet sich die Büste eines Investors. In den Seitenschiffen sind die Konsolen als Sporen konzipiert. Die Profilierung der Rippen ist im Hauptschiff und im Presbyterium unterschiedlich, was auf ein unterschiedliches Alter hinweist. Die Schlusssteine sind mit den Pflanzschmuck dekoriert.

### Presbyterium
Das Presbyterium ist mit zwei Gewölbefeldern überwölbt und mit einem (sechs Seiten) Polygon abgeschlossen. Oben gibt es eine Zone mit hohen Fenstern. Der Abschluss ist strahlgewölbt. In den Feldern des Abschlusses gibt es jeweils einen Sektor mit einem hohen Fenster. Die Stützen sind zu den Simsen unter den Fenstern angebracht. Unter dem Presbyterium befindet sich eine Krypta. Der Eingang liegt vor dem Hauptaltar und ist mit einer steinernen Platte bedeckt.

### Oratorium
Auf der Nordseite des Presbyteriums gibt es ein rechteckiges Oratorium mit zwei Fenstern mit Glasmalerei. Diese Fenster haben Spitzbogen und sind mit einem überschnittenen Profil dekoriert. Sowohl der Chor als auch das Oratorium stammen aus der Zeit der Regotisierung des Kirchenbaues.

### Sakristei
Auf der Südseite des Presbyteriums gibt es eine Etagensakristei. Die Sakristei und das Oratorium verfügen über eigene Eingänge von der Straße und auch über eigene Eingänge ins Presbyterium.

### Chor
An der Westseite des Hauptschiffs gibt es einen zweistöckigen Chor. Die erste Etage ist für die Sänger bestimmt, die zweite gilt als Orgeletage. Die erste Etage ist in das Hauptschiff durch eine Bogenarkade geöffnet. Die Brüstung ist mit den Blindvierpässen (Blindvierblättern) dekoriert. Die Brüstung der zweiten Etage ist mit den Blinddreipässen (Blinddreiblättern) dekoriert.

## Ausstattung
Dominiert wird die Kirche durch den großen, die Jungfrau Maria darstellenden, Barockaltar. An den Seiten des Hauptaltars stehen die Statuen St. Pauls und St. Peters. Auf dem Ansatz des Altars befinden sich drei Statuen der Erzengel. In der Kirche gab es auch zwei Seitenaltäre. Der linke Altar, der Engelaltar, ist verloren gegangen. Der rechte Altar wurde dem Heiligen Kreuz eingeweiht. Er ist mit den Statuen St. Johannes Nepomuks, St. Antonius, St. Josefs und St. Franz von Assisis geschmückt. Die drei Altäre stammen aus der Zeit der Reparatur nach dem Dreißigjährigen Krieg. Die Kanzel befindet sich auf der Nordseite des Hauptschiffs. Sie ist mit vier Statuen der Evangelisten dekoriert. Über der Kanzel ist ein gewöhnlicher Baldachin angebracht, der mit der Plastik des Heiligsten Herzens Jesus abgeschlossen ist. An den Seiten des Hauptschiffs und im Presbyterium gibt es auf den Konsolen zehn Statuen der böhmischen Landespatrone. Die Statuen sind aus Holz gefertigt und vielfarbig verchromt. Die Heiligen sind in voller Lebensgröße dargestellt. An den Sockeln sind die Zeichen der Investoren verewigt. Diese Statuen ließ der Dekan Johann Franz Franchimont, zwischen 1684 und 1695 vom Barockholzschnitzer und Bildhauer Johann Brokoff anfertigen. Im Laufe der Jahre wurden die Statuen und vielleicht auch die Sockel umgestellt. Zum Beispiel unter der Statue St. Vitus war nachweislich der Wappen des Johann Anton Losy von Losinthal und unter der Statue St. Wenzels der Wappen der Ehefrau Johann Anton Sofie Polyxen von Krösig angebracht.

### Statuen
- St. Johannes von Nepomuk – unbekannt
- St. Josef – P. Andreas Joseph Thomas Streer, O. Cr. (seit 1706 Dekan und Vikar in Tachau)
- St. Prokop von Sázava – Sofie Polyxena Losy, geboren als Frau von Krösig
- St. Adalbert von Prag – Johann Franz Anton Losy von Losenthal
- St. Vitus – unbekannt
- St. Wenzel – Ferdinand Schnire(k) (unbestimmt, wahrscheinlich ein reicher Bürger von Tachau)
- St. Sigismund – P. Wolfgang Anton Frantischek Pietlschmidt (Tachauer Dekan 1686–1694)
- St. Norbert von Xanten – unbekannt
- St. Ludmilla von Böhmen – Christoph Schott (Tachauer Schöffe)
- St. Iwan – Johann Andreas Stadler von Wolffersgrün (Jurist und Schreiber in Prag, Tachauer Stadt und Herrschaft Schreiber, öffentlicher Notar, der Hauptmann und apostolischer Syndikus)

## Belege
- kostel Nanebevzetí Panny Marie. ÚSKP 19436/4-1670. In: pamatkovykatalog.cz. Národní památkový ústav (tschechisch).
- Dokumente im Metainformationssystem NPÚ suchen: iispp.npu.cz.